# Zadworze (rejon kamieniecki)
Zadworze (biał. Задвор’е, Zadworje; ros. Задворье, Zadworje) – wieś na Białorusi, w obwodzie brzeskim, w rejonie kamienieckim, w sielsowiecie Widomla.

## Historia
W XIX i w początkach XX w. położone było w Rosji, w guberni grodzieńskiej, w powiecie brzeskim, w gminie Turna.
W dwudziestoleciu międzywojennym leżało w Polsce, w województwie poleskim, w powiecie brzeskim, w gminie Turna. W 1921 miejscowość liczyła 169 mieszkańców, zamieszkałych w 35 budynkach, w tym 153 Polaków i 16 Białorusinów. 100 mieszkańców było wyznania rzymskokatolickiego i 69 prawosławnego.
Po II wojnie światowej w granicach Związku Sowieckiego. Od 1991 w niepodległej Białorusi.